# Pietro Rava
Pietro Rava, född 21 januari 1916 i Cassine, död 5 november 2006 i Turin, var en italiensk fotbollsspelare.
Rava blev olympisk guldmedaljör i fotboll vid sommarspelen 1936 i Berlin.